# Rodolf de Diepholt
Rodolf de Diepholt (Diepholz, circa 1390 - Vollenhove, 24 de març de 1455) va ser bisbe d'Utrecht entre 1423 i 1455 i bisbe d'Osnabrück entre 1454 i 1455. Va fomentar la construcció de la catedral de Sant Martí d'Utrecht, on va ser enterrat en una capella que porta el seu nom.

## Història
Rodolf de Diepholt va ser un dels més influents bisbes d'Utrecht als finals de l'edat mitjana. Rudolf era el fill de Johann III, senyor de Diepholz (mort el 1422), i la comtessa Kunigunde von Oldenburg; era germà de Konrad IX, Senyor de Diepholz (mort el 1426), i oncle d'Otto IV, senyor de Diepholz (mort el 1481).

### Bisbat d'Utrecht
Abans d'ésser nomenat bisbe, va ser canonge a Colònia. A Utrecht, després de la mort de Frederic III de Blankenheim quan va caldre elegir un nou bisbe el 1423, es van trobar dues parts en disputa els Lichtenbergers i els Lockhorsten. Rodolf va ser el candidat de Lichtenbergers, i va ser elegit pel capítol amb el suport de les ciutats i la classe noble dels cavallers. Els Lockhorsten, tanmateix, van mantenir el seu suport al seu candidat Zweder de Culembourg. Per resoldre el conflicte, el papa Martí V va nomenar al seu protegit Rhabanus van Helmstatt el 7 de juny de 1424 encara que Rhabanus es va retirar, i després d'això el papa va nomenar a Zweder el 6 de febrer de 1425. Per tant, el que s'anomena el «Cisma d'Utrecht» es va convertir en realitat. Zweder es va establir per la violència, però va ser expulsat de la ciutat el 1426 pels Lichtenbergers. Rodolf va ser excomunicat pel papa, però tanmateix es va mantenir, encara que en principi Zweder podia comptar amb el suport del duc Felip III de Borgonya, que era a més a més comte d'Holanda i duc de Gelderland.
Rodolf encara va aconseguir un acord amb els dos sobirans veïns. El papa Eugeni IV -successor de Martí V- va reconèixer a Rodolf el 10 de desembre 1432, que podria ser bisbe oficialment entronitzat el 1433. Després de la mort de Zweder el mateix any, Walraven van Meurs va presentar la seva candidatura enfront de la de Rodolf, recolzada pel Consell de Basilea; va abdicar el 1448, donant fi al cisma. Rodolf va ser universalment reconegut, al mateix any en què va ser expulsat de la ciutat per la població que no aprovaven la seva política fiscal. Rodolf va regressar el 1449 mitjançant la força i va mantenir la seva posició fins a la seva mort el 1455.

### Bisbat d'Osnabrück
Després de la mort del bisbe d'Osnabrück Hendrik van Meurs el 1450, Rodolf va interferir en la lluita per la successió que es va allargar durant molt de temps. Va tractar d'assentar-se al soli episcopal en lloc del seu nebot Konrad III de Diepholz, que ja era rector d'Osnabrück. El 1454 Rodolf va aconseguir infligir una severa derrota als seus oponents i aconseguir la funció del príncep-bisbe d'Osnabrück. Després de la seva mort, va ser el seu nebot, qui el va succeir.